# III Korpus (UHA)
III Korpus – korpus Ukraińskiej Armii Halickiej, utworzony na przełomie stycznia i lutego 1919 w czasie wojny polsko-ukraińskiej z grup bojowych „Szczyreć”, „Rudky”, „Krukenyczi”, Hłyboka”, „Staryj Sambir” i „Liutowyśka”.

## Organizacja
Z grup bojowych:
- 7 Stryjską (Lwowską) Brygadę UHA – dowódca ppłk Kostiantyn Sliusarczyk, następnie ppłk Alfred Bisanz, szef sztabu O. Ruckyj
- 8 Sambirską Brygadę UHA – dowódca mjr Antin Kraws, szef sztabu Jakwert
- 1 Górską Brygadę UHA – dowódca kpt. M. Macijowycz, potem mjr W. Perskyj, szef sztabu O. Schlosser
- grupę bojową „Krukenyczi” – dowódca płk Wołodymyr Szepel
- grupę bojową „Hłyboka” – dowódca kpt. Mychajło Fedyk

Ostatnie dwie grupy, razem z 8 Brygadą działały pod wspólnym dowództwem płk. Antina Krawsa.
- grupę bojową „Rudki” – dowódca mjr Karl Hofman

Korpus bronił linii frontu długości 178 km, rozciągającej się od Cisnej do Obroszyna pod Lwowem. Liczył wtedy 15 000 żołnierzy i 24 baterie artylerii.
W czerwcu 1919 III korpus przeszedł kolejną reorganizację, a w jego skład weszły:
- 2 Kołomyjska Brygada UHA
- 8 Sambirska Brygada UHA
- 11 Stryjska Brygada UHA
- 14 Stryjska Brygada UHA
- 12 Brygada UHA
- 1 Konna Brygada UHA

Korpus liczył wtedy 7000 żołnierzy i 13 baterii artylerii. Komenda korpusu znajdowała się w Stryju. Dowódcą był początkowo płk Hryhorij Kossak, potem gen. M. Gembacziw i płk Kraws, szefami sztabu ppłk J. Papp de Janoszy, ppłk Karl Dołeżal, mjr R. Jakwert i mjr Wilhelm Lobkowitz.

## Działania
Po wyparciu przez wojska polskie 16 lipca oddziałów UHA za Zbrucz, III korpus wyruszył na Naddnieprze do walki z bolszewikami. 2 i 8 brygada oraz 1 brygada konna weszły do grupy generała Antina Krawsa, 11 brygada – do grupy płk. Ołeksandra Udowyczenki, a 14 brygada stanowiła garnizon Winnicy, dopóki nie wyruszyła do walki z Armią Ochotniczą pod koniec 1919.
Po połączeniu z bolszewikami i utworzeniu Czerwonej Ukraińskiej Armii Halickiej korpus został przeformowany w 3 brygadę strzelecką CzUHA. Jej stan 1 marca 1920 wynosił 413 oficerów i podoficerów oraz 3067 żołnierzy. Dowódcą brygady został kpt. Osyp Stanimir, a szefem sztabu mjr Wilhelm Lobkowitz.
6 kwietnia 1920 z brygady zdezerterowała jednostka łączności, przyłączając się do oddziałów armii URL, i razem z nimi uczestnicząc w I pochodzie zimowym.